# The Thing from Another World
The Thing from Another World is een Amerikaanse horrorfilm en sciencefictionfilm uit 1951 onder de regie van Christian Nyby en Howard Hawks. De film was gebaseerd op het verhaal Who Goes There? van John W. Campbell en werd in 1982 opnieuw gefilmd door regisseur John Carpenter onder de titel The Thing. In 2001 werd de film opgenomen in het National Film Registry.

## Synopsis
Wetenschappers vinden een ingevroren plantaardig monster dat bloed als voeding gebruikt. Niemand is meer veilig op de noordpoolbasis.
Kapitein Patrick Hendry wil het wezen proberen te vernietigen, terwijl Dr. Carrington het wezen juist in leven wil houden om ervan te leren...

## Rolverdeling
| Acteur             | Personage                                   |
| ------------------ | ------------------------------------------- |
| Kenneth Tobey      | Kapitein Patrick Hendry                     |
| Robert Cornthwaite | Dr. Arthur Carrington                       |
| Margaret Sheridan  | Nikki Nicholson                             |
| Douglas Spencer    | Ned Scott                                   |
| James Young        | Lt. Eddie Dykes                             |
| Dewey Martin       | Crew chef Bob                               |
| Robert Nichols     | Lt. Ken Erickson / Lt. Ken (Mac) MacPherson |
| William Self       | Kapelaan Barnes                             |
| Eduard Franz       | Dr. Stern                                   |
| James Arness       | 'Het Ding'                                  |
| Sally Creighton    | Mrs. Chapman                                |
| John Dierkes       | Dr. Chapman (onvermeld)                     |